# 巴黎公寓
巴黎公寓位于上海市重庆南路165号，坐东朝西。其内侧为巴黎新村。公寓于1923年由赉安洋行设计，法商中国建业地产公司建造。1936年竣工。公寓当时坐落于上海法租界中心的吕班路上，门前通行有轨电车，交通便利。现在此处距离上海轨道交通10号线和上海轨道交通13号线的一大会址·新天地站较近。门前重庆南路已成为上海南北高架的一部分。
1999年，巴黎公寓入选第三批上海市优秀历史建筑。

## 建筑特色
巴黎公寓为钢筋混凝土结构，原为四层，1960、1970年代间加盖1层。底楼重庆南路沿街全部开设店铺。在底层设有3个弄口，供其内侧巴黎新村的居民出入。巴黎公寓占地面积1525平方米，建筑面积4577平方米。
巴黎公寓为装饰艺术风格，立面简洁，褐色面砖，白色横向带状构图与两端带状竖向构图形成对比。大钢窗采光良好。